# 루저우구 (신베이시)

루저우 구의 위치

루저우 구(한국어: 노주구, 중국어: 蘆洲區, 병음: Lúzhōu Qū)는 중화민국 신베이시의 구이다. 넓이는 8.321km2이고, 인구는 2015년 8월 기준으로 199,814명이다.

## 지리
루저우 구는 타이베이 분지의 북서부에 위치하고 단수이허 하류의 서안에 위치한다. 동북쪽으로 타이베이시 스린 구, 서쪽으로 우구 구, 동남쪽으로 싼충 구와 접한다.

## 역사
일본 통치 시대의 1920년에 다이호쿠 주 신쇼 군 사기슈 장(鷺洲庄)으로서 재편되었고 전후의 1947년에 루저우로 개칭되었으며 1997년에 시로 승격해 현재에 이르고 있다.

## 교육
- 국립공중대학

## 교통
- 타이베이 첩운 중허신루선
- 국도 1호선